# همه مردان ملکه
همه مردان محله کوئین (به انگلیسی: All the Queen's Men) فیلمی است محصول سال ۲۰۰۱ و به کارگردانی اشتفان روزویتسکی است. در این فیلم بازیگرانی همچون مت له بلانک، ادی ایزارد، جیمز کازمو، کارل مارکوویکس، نیکولته کربیتس، ادوارد فاکس ایفای نقش کرده‌اند.

## داستان
در جریان جنگ جهانی دوم، ارتش بریتانیا تلاش می‌کند یک دستگاه انیگما را از آلمان به دست آورد. پس از شکست در تلاش‌های قبلی، تصمیم می‌گیرند چهار نفر را به‌طور مخفیانه به کارخانه‌ای در برلین، جایی که این دستگاه‌ها ساخته می‌شوند، بفرستند. اما مشکل اینجاست که این کارخانه کاملاً توسط زنان اداره می‌شود و آن‌ها فقط مردانی برای این مأموریت دارند. افراد منتخب شامل آمریکایی به نام اوورورک (با بازی لبلانک)، تونی پارکر (با بازی ایزارد) که یک مرد مبدل‌پوش بریتانیایی است، نابغه‌ای به نام جونو (با بازی دیوید بیرکین) و آرچی (با بازی جیمز کازمو) که به‌اکراه این مأموریت را می‌پذیرد، هستند. این افراد باید خود را به‌عنوان زنان جا بزنند و وارد کارخانه شوند.
این گروه به‌اشتباه در منطقه‌ای نامناسب فرود می‌آیند و ابتدا باید موقعیت خود را پیدا کنند. با کمک زنی به نام رومی، که به هدف آن‌ها همدل است، آن‌ها راهی به کارخانه پیدا می‌کنند. در نهایت، موفق می‌شوند دستگاه انیگما را به دست آورند، برخلاف انتظارات ارتش بریتانیا. اما درست پیش از خروج از آلمان، متوجه می‌شوند که فریب خورده‌اند. دولت بریتانیا در واقع از قبل این دستگاه را در اختیار داشته و هدف از این مأموریت تنها این بوده که آلمانی‌ها تصور کنند بریتانیا همچنان به‌دنبال دستیابی به آن است. این چهار نفر عمداً به‌عنوان تیمی انتخاب شده‌اند که احتمال شکستشان زیاد است.
خروج آن‌ها از آلمان با یک دستگاه انیگما می‌توانست باعث شود آلمانی‌ها متوجه سرقت دستگاه شوند و سامانه رمزگذاری خود را تغییر دهند. بنابراین، آرچی داوطلب می‌شود که با دستگاه دستگیر شود تا مأموریت به‌ظاهر شکست بخورد. پس از دستگیری او، تیم موفق می‌شود وی را نجات داده و با موفقیت به بریتانیا بازگردد، در حالی که آلمانی‌ها همچنان تصور می‌کنند تمام دستگاه‌های انیگما در اختیار خودشان است و بریتانیا به دنبال یکی از آن‌هاست.